# Калугин, Константин Сергеевич
Константи́н Серге́евич Калу́гин (1892—1945) — генерал-майор Рабоче-крестьянской Красной Армии, участник Гражданской и Великой Отечественной войн.

## Биография
Константин Калугин родился в 1892 году. С 1909 по 1915 годы учился в Санкт-Петербургском (Петроградском) политехническом институте. (ЦГИА СПб, фонд 478, оп. 3, дело 2753). Участник Первой мировой войны. В 1919 году он пошёл на службу в Рабоче-крестьянскую Красную Армию. Окончил Петроградскую инженерную школу. Участвовал в боях Гражданской войны на Северном Кавказе, в том числе подавлении восстаний в 1920—1924 годах. Позднее служил корпусным инженером в Северо-Кавказском военном округе.
Активный участник тушения сложнейшего пожара на Майкопских нефтяных промыслах, организовывал взаимодействие инженерных войск округа с пожарными частями, за что 9 апреля 1931 года одним из первых (наряду с В. А. Копыловым) в Рабоче-крестьянской Красной Армии был награждён орденом Ленина за номером 97.
Начальник отдела инженерных войск СКВО полковник Калугин Константин Сергеевич был арестован в августе 1938 года, освобождён в 1940
С февраля 1940 года Калугин находился на преподавательской работе в Военной академии имени М. В. Фрунзе, был преподавателем, старшим преподавателем кафедры тактики инженерных войск. Кандидат военных наук, доцент. Являлся автором ряда учебных материалов и научных трудов. 2 ноября 1944 года Калугину было присвоено звание генерал-майора инженерных войск.
Скончался 4 августа 1945 года, похоронен на Новодевичьем кладбище Москвы.